# Dübener Ei

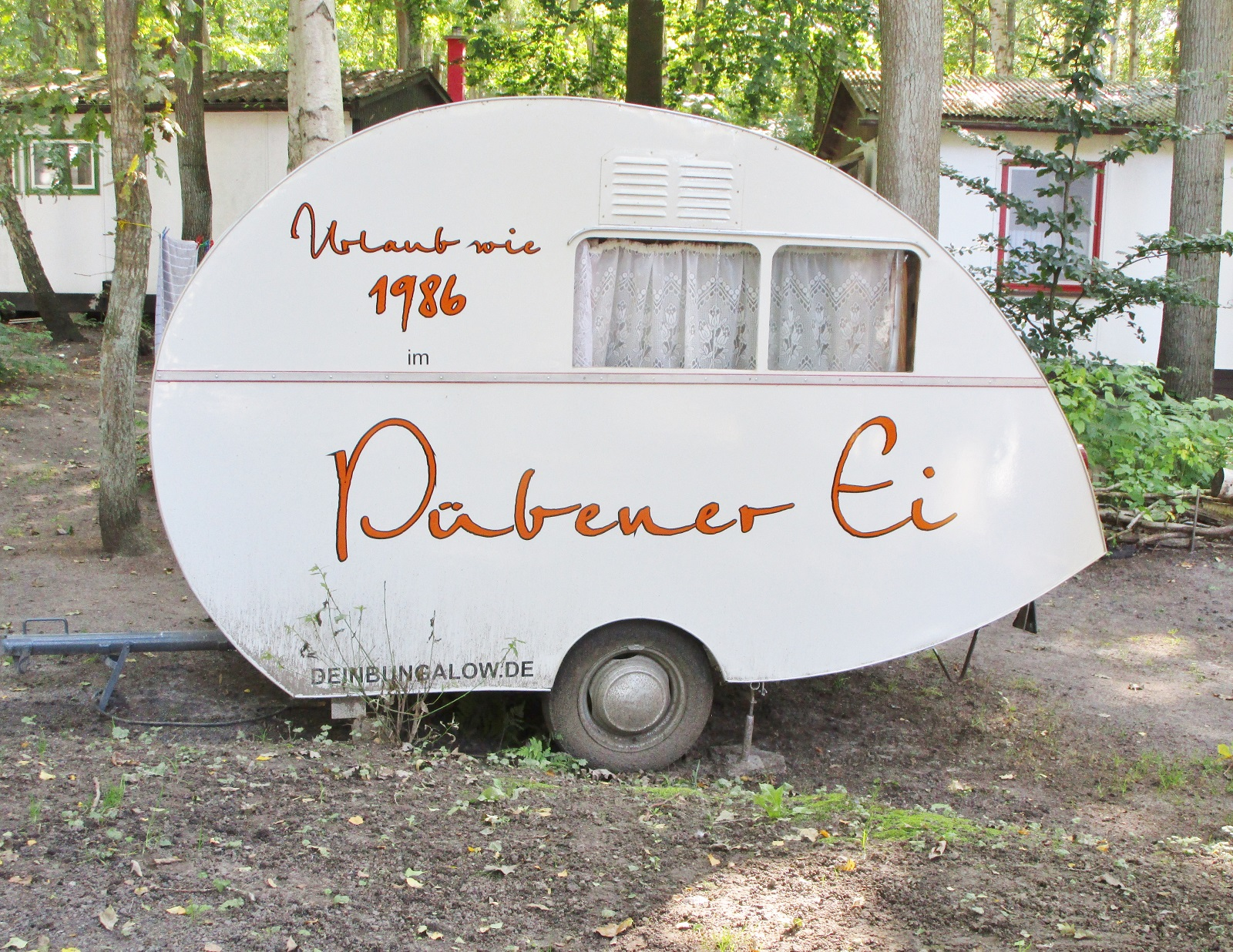
Dübener Ei

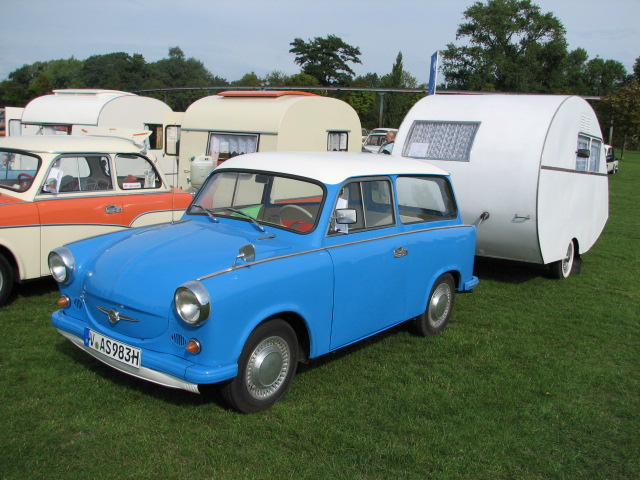
Vorne: Trabant Kombi mit Wohnwagen Typ „Würdig 301-2“ („Dübener Ei“)

Der Würdig 301 (abgelöst vom Würdig 301-2), im Volksmund Dübener Ei oder „Kuschelkugel“ genannt, ist einer der leichtesten Wohnwagen. Die ersten Fahrzeuge wurden noch in den 1930er Jahren gebaut, die Produktion wurde später in der DDR fortgesetzt.

## Die Anfänge des Würdig 301
Die Geschichte des Würdig 301 begann 1936 in Bad Düben (Sachsen) und ging mit der letzten Auslieferung 1990 zu Ende. Der Konstrukteur Max Würdig schuf mit dieser aerodynamischen Form eine bleibende Silhouette für die nächsten fünfzig Jahre. Als Würdig mit seiner Freundin wegen des fehlenden Trauscheins kein Nachtquartier in einem Gasthof erhielt, kam ihm die Idee für ein unabhängiges Reisezuhause, um künftig nicht mehr auf die unsichere Gastfreundschaft Dritter angewiesen zu sein.
Zu derselben Zeit waren ähnliche Wohnwagen – die jedoch keine Stehhöhe boten – unter dem Namen Teardrop-Anhänger in den USA populär. Amerikanische Zeitschriften veröffentlichten für deren Selbstbau Baupläne.
Die Beliebtheit des kleinen und leichten Wohnwagens stieg schnell an, und so kam es in den 1930er Jahren bald zu einer geringfügigen Serienproduktion, die zum Zweiten Weltkrieg vollständig zum Erliegen kam. Ende der 1950er Jahre übernahm Max Würdigs Sohn, Karl-Bernhard Würdig, den Betrieb.

## VEB Campingwohnwagen

### Ausstattung und Kaufpreis
Bei dem Gefährt handelte es sich um einen Einachsanhänger in Leichtbauweise mit einer Leermasse von 270 bis 300 kg bei maximal 130 kg Zuladung. Die Maßangaben schwanken leicht und betrugen annähernd 380 cm (Länge) × 172 bis 175 cm (Breite) × 210 bis 215 cm (Höhe). Der Oberbau war eine Holzkonstruktion mit Hartpapierhülle, die Innenverkleidung aus Sperrholzplatten. Zur Ausstattung gehörten eine Gas-Kochstelle, ein Kleiderschrank sowie ein Tisch samt zweiteiliger Sitzecke, die zu einer Doppelliege (Bett) zusammengefügt werden konnte. Die Liegefläche maß 200 * 168 cm. Das war ganz erheblich mehr als der nur 20 kg leichtere LC9-200 bot, der zu einem ähnlichen Preis verkauft wurde. Auf Wunsch erweiterte ein abschließbares Vorzelt den Wohnraum. Im Unterschied zum Typ 301 hatte der 301-2 eine Isolierung aus Polystyrolschaum, letztere Variante wurde spätestens ab Mitte der 1970er Jahre produziert. Im Testbericht im Jahr 1978 wurde dem Wohnwagen ein zwar anachronistisches Äußeres, jedoch ein behaglicher Innenraum, relativ geringe Seitenwindempfindlichkeit und trotz Hartpapier-Beplankung ausreichende Witterungsstabilität bescheinigt. Der Wohnwagen wies zwar nur kurze Federwege auf, hatte aber immerhin Teleskopstoßdämpfer und war schraubengefedert, sodass er beispielsweise deutlich höhere Fahrgeschwindigkeiten zuließ als die LC9-Wohnwagen. Der Preis (ohne Vorzelt) lag Mitte der 1960er Jahre bei rund 5000 Mark, betrug 5335 Mark im Jahr 1977 und stieg bis 1990 auf etwa 6500 Mark.

### Serienproduktion
Die erste Nachkriegsserie ging 1955 in der DDR in Produktion, bis Anfang der 1960er Jahre noch ohne Bugfenster und mit 16-Zoll-Bereifung. Vorher wurden nur einzelne Prototypen hergestellt, mit rundem (Vorkriegs-)Heck und unnummeriertem Fahrgestell. Da die Planwirtschaft der DDR die Bereitstellung von Material zum Wohnwagenbau zum damaligen Zeitpunkt nicht vorsah, war die Ausgangssituation schwer – insbesondere für einen Privatbetrieb, der von staatlichen Materialzuteilungen abhängig blieb. Mitunter verließen im Jahr keine zehn Wohnwagen das kleine 12-Personen-Unternehmen. Mitte der 1960er Jahre wurde der Ausstoß auf etwa 20 bis 40 Stück erhöht, bevor es mit der Verstaatlichung 1972 und der Umbenennung in VEB Campingwohnwagen Bad Düben zu einer nochmaligen Steigerung auf bis zu 90 Stück jährlich kam. In der zeitgenössischen Literatur wird Anfang 1978 eine Jahresproduktion von etwa 50 Stück erwähnt.

### Uneinheitliche Fahrzeugnummerierung
Die Serienfahrzeuge waren durchgängig nummeriert, doch nach wechselndem System. Die FIN war bis Ende der 1950er Jahre dreistellig, wobei seit Mitte der 1950er Jahre die erste Ziffer den Produktionsmonat und die beiden letzten Ziffern das Produktionsjahr angaben. Anfang der 1960er Jahre wurde die FIN vierstellig: Die beiden letzten Ziffern kennzeichneten wie zuvor das Produktionsjahr, die beiden ersten Ziffern nun die Stückzahl, die sich auf die Menge der seit 1955 hergestellten Gefährte bezog. 1966/67 entfiel die Jahresangabe, die FIN markierte nur noch die Stückzahl. Weil die Gesamtproduktion zu diesem Zeitpunkt bereits die 100 überschritten hatte, wurde die FIN zunächst wieder dreistellig. 1981/82 wurde das tausendste Exemplar hergestellt, bei Produktionsende im Juni 1990 erreichten die letzten Fahrgestellnummern eine Bezifferung um die 1700. Die produzierte Gesamtstückzahl betrug schätzungsweise 2000 bis 2200 Einheiten, von denen die meisten jedoch nicht mehr existieren.

## Das Dübener Ei nach dem Ende der DDR
Das seit jeher selten gebliebene Gefährt ist gegenwärtig vereinzelt auf Oldtimertreffen oder zu Himmelfahrt beim so genannten „Dübener-Eier-Treffen“ anzutreffen. Inzwischen ist das Dübener Ei ins Campingmuseum aufgenommen worden.

## Bildergalerie

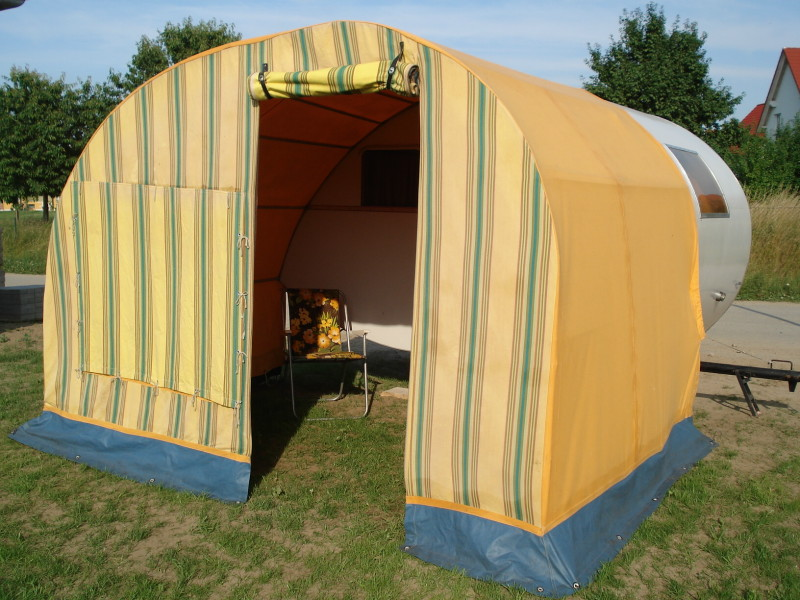
Würdig 301 mit Vorzelt
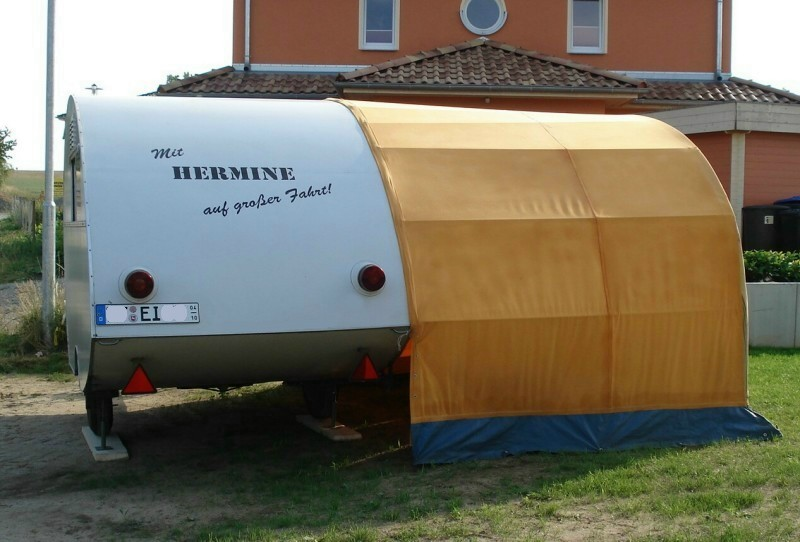
Dübener Ei
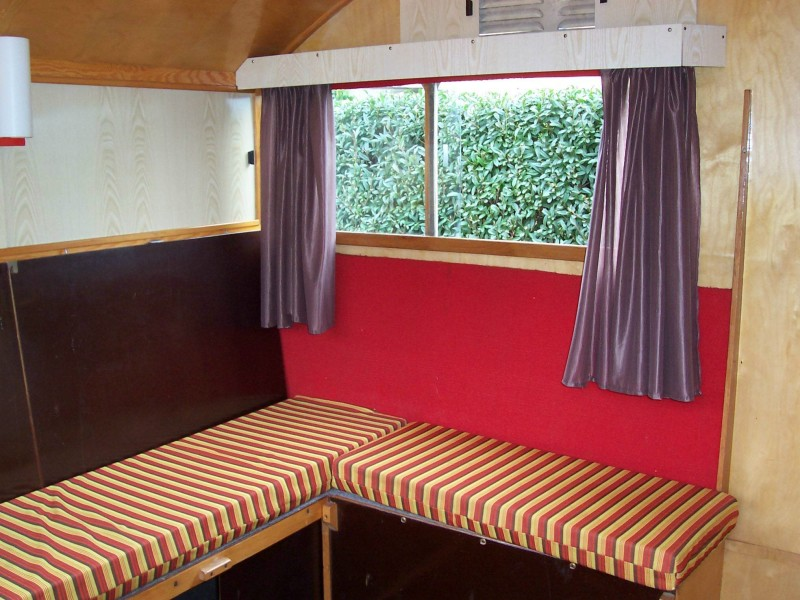
Würdig 301 von 1975
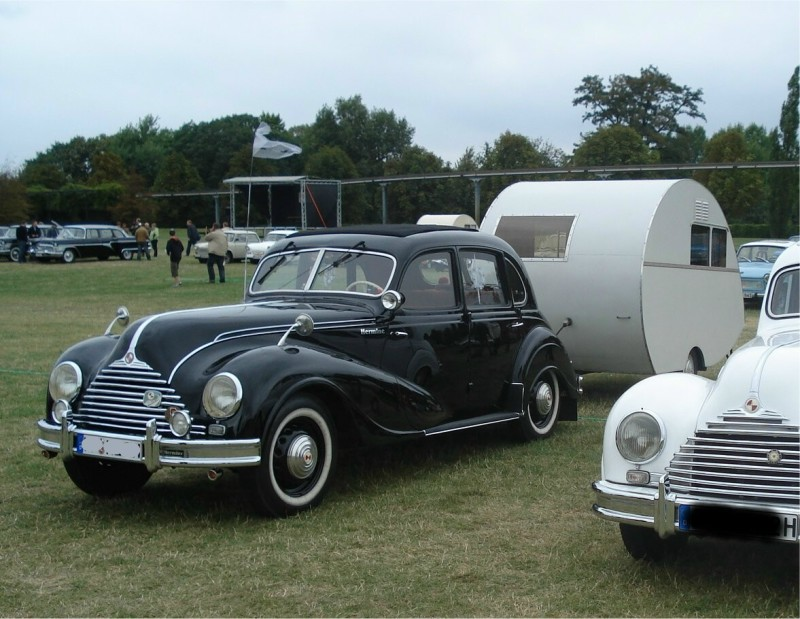
EMW 340-2 und Dübener Ei
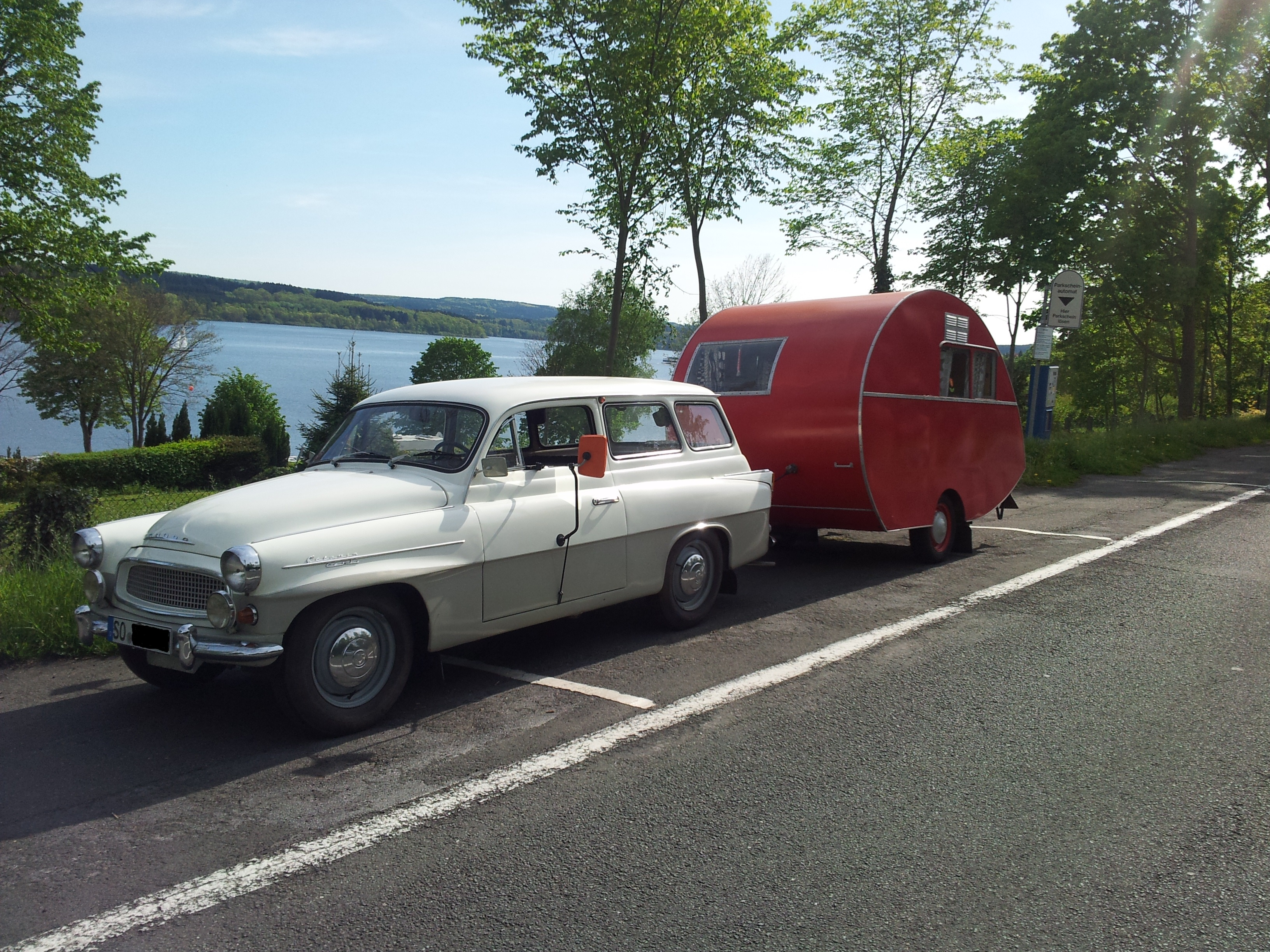
Škoda Octavia Combi mit Dübener Ei
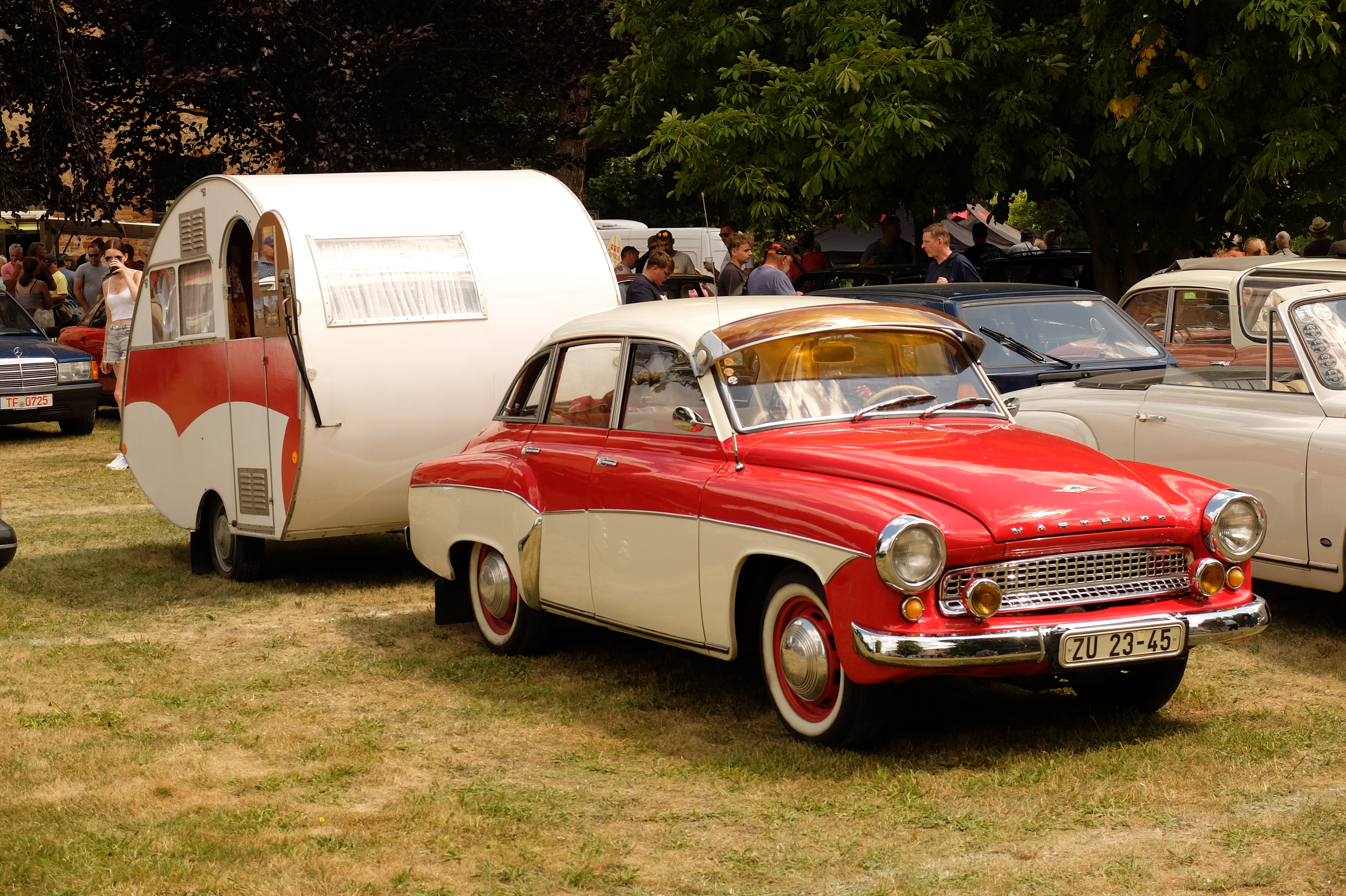
Wartburg 311 am Dübener Ei